# Vasière des Badamiers
La vasière des Badamiers, située à Mayotte, à l’ouest de l'île de Petite-Terre, est une vasière reconnue d’importance internationale car elle abrite de nombreux oiseaux d’eau. Elle est labellisée en 2011 au titre de la convention de Ramsar. C'est l'un des sites du parc naturel marin de Mayotte.

## Géographie
La vasière des Badamiers et située sur la commune de Dzaoudzi, entre le rocher de Dzaouidzi et le reste de la Petite-Terre.
Le site est une vasière peu profonde fermée sur une partie par une bande rocheuse envasée, vestige d’un ancien récif, qui la sépare du lagon. L'estran est partiellement colonisé par des arbres de mangrove. 
Sa particularité est d’être à la fois un site urbain et un réservoir de biodiversité. Il s'agit d'une lagune littorale alimentée tant en eau douce par les bassins versants qu'en eau salée par les brèches avec le lagon. Elle est formée par un double tombolo.
Le site s’intègre au corridor écologique de l’archipel des Comores.

## Biodiversité

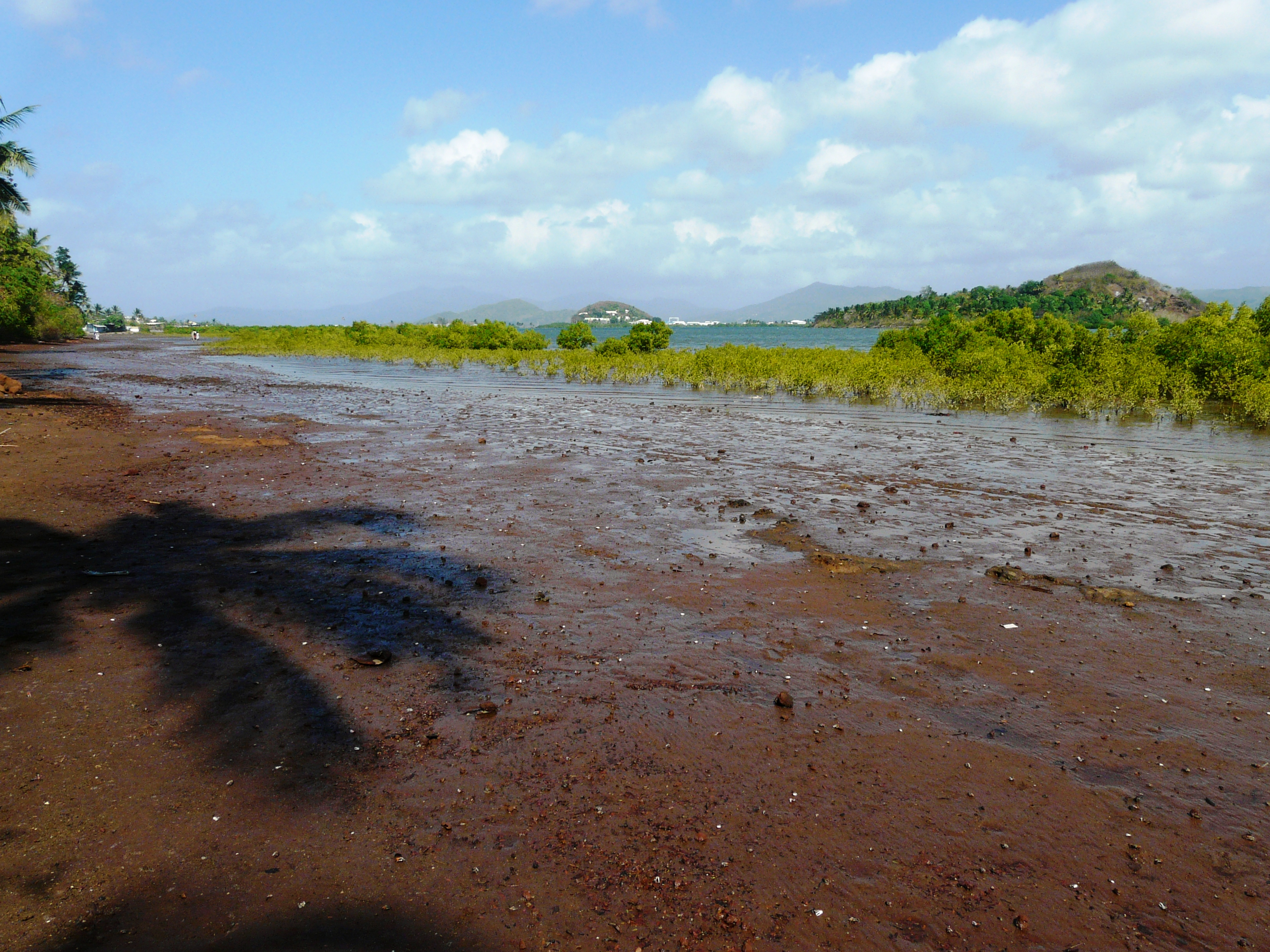
Vasière des Badamiers à marée basse

Le paysage varie en fonction des marées et des saisons. Sèche ou humide, cette étendue d'eau saumâtre bordée de mangrove joue un rôle écologique essentiel pour l'alimentation et le repos des oiseaux limicoles et marins.
La vasière est le refuge de nombreux oiseaux d’eau, telles les sternes voyageuses. C'est également une zone de reproduction et d’alimentation essentielle pour le Héron de Humblot en danger d’extinction. À cela s'ajoutent de nombreuses espèces de tortues, poissons, crustacés, mollusques, insectes ainsi que la Mygale des Badamiers, l’une des trois espèces de mygales à Mayotte.

## Aspect humain
La présence de la zone industrielle des badamiers et du port de Petite-Terre rend difficile la préservation de ce site.
La vasière joue également un rôle important comme réceptacle et épurateur des effluents terrestres et urbains ; elle assure un filtrage des eaux avant leur arrivée dans le lagon, ce qui réduit la sédimentation. 
Le site est fréquenté toute l'année par les habitants de Mayotte, un sentier de découverte a été aménagé en 2010 par le Conservatoire du littoral.